# Peter Chang Bai Ren
Peter Chang Bai Ren (* 14. Januar 1914 in Zhangjiazhuang, Xiantao, Republik China; † 12. Oktober 2005 in Peking, Volksrepublik China) war ein römisch-katholischer Bischof des Bistums Hanyang. Er wurde am 19. Dezember 1942 zu Priester geweiht und übernahm am 16. Januar 1953 die Diözese Hubei. Am 13. September 1955 wurde er verhaftet und verbrachte die nächsten 24 Jahre wegen seines Glaubens in chinesischen Gefängnissen und Arbeitslagern. 1979 wurde er freigelassen. Nach seiner Weihe zum Bischof von Hanyang am 3. März 1986 leitete er das Bistum bis zu seinem Tod am 12. Oktober 2005.